# Jardín Botánico Municipal de Trieste
El Jardín Botánico Municipal de Trieste (en italiano: Civico Orto Botanico di Trieste) es un jardín botánico de 90 hectáreas (en las que se incluyen las « Riserva naturale di Bosco Biasoletto » y « Bosco Farneto »), de extensión, de las cuales 10,000 m² se encuentran cultivados para exhibición. Es de propiedad municipal y se encuentra en Trieste. Su código de identificación internacional como institución botánica es TSM.

## Localización
El jardín botánico se ubica en vía Marchesetti 2, Trieste, Friuli-Venecia Julia, Italia.
45°38′N 13°48′E / 45.633, 13.800

## Historia
El jardín fue establecido en 1842 cuando en la ciudad experimentaron por vez primera con plantaciones del pino negro de Austria.
Antes de 1861 un jardín botánico comenzó a tomar forma con las especies recogidas de los Alpes Julianos en Istria y Dalmacia.
En 1873 se abrió al público, en 1877 publicó su primer catálogo de 254 plantas (Delectus seminum quae Hortus Botanicus tergestinus pro mutual communicatione offert), y en 1903 se convirtió en una institución pública asociada al museo de la historia natural.
En 1986 el jardín se vio forzado a cerrar al público por falta de recursos, pero en 2001 una parte del jardín abrió de nuevo.

## Colecciones
Alberga una colección de plantas
El jardín actualmente incluye varias secciones, incluyendo una dedicada a la flora natural de Carso, Trieste, Istria, y los territorios adyacentes.
Otras secciones incluyen,
- Alpinum, con Campanulas
- Lechos de flores históricas,
- Las plantas medicinales y venenosas, con colecciones de Salvia y Paeonias
- Las plantas ornamentales,
- Las plantas mágicas,
- El jardín de simples,
- Las flores de loto,
- Las plantas de alimento,
- El jardín formal,
- Las plantas colorantes,
- Las plantas útiles.

También contiene los invernaderos con 110 m².